# Isabella van Spanje

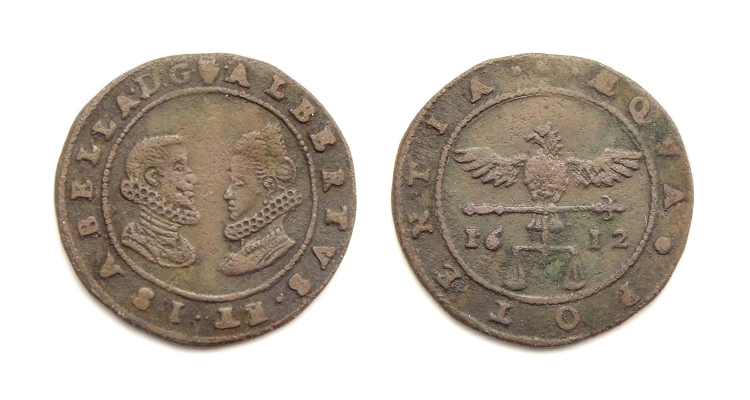
Jeton met dubbelportret van Albrecht van Oostenrijk en Infante Isabella van Spanje
Geslagen te Antwerpen in 1612
Voorzijde: portretten van Albert en Isabella
Keerzijde: Adelaar met balans, datum 1612

Isabella Clara Eugenia (Segovia, 12 augustus 1566 — Brussel, 1 december 1633) was van 1598 tot 1621 vorstin en na het overlijden van haar echtgenoot Albrecht van Oostenrijk van 1621 tot haar dood in 1633 landvoogdes van de Zuidelijke Nederlanden.

## Eerste levensjaren
Isabella was een dochter van koning Filips II en diens derde echtgenote Elisabeth van Valois.
Isabella speelde voor het eerst een politieke rol in 1593, toen zij door Filips II naar voren werd geschoven als pretendent voor de Franse troon, omdat daar de protestant Hendrik IV van Frankrijk aan de macht dreigde te komen. De sinds 1559 woedende Hugenotenoorlogen zouden dan wellicht in het voordeel van de protestanten beslecht worden. Deze Spaanse aanspraak liep echter op niets uit. Een Spaanse invasie in Bretagne, om via het hertogdom Bretagne voet aan Franse grond te krijgen, mislukte. In Parijs verkozen de Staten-Generaal Hendrik IV als Franse koning, want Hendrik IV wist de anti-Spaanse stemming uit te buiten, mede dankzij zijn bekering tot het katholieke geloof. De portretten van Isabella van Spanje in Parijs, als toekomstige Franse koningin, werden weggehaald.

## Vorstin en landvoogdes van de Zuidelijke Nederlanden
Isabella kwam op 6 mei 1598, kort voor de dood van Filips II, met de Akte van Afstand in het bezit van de Zuidelijke Nederlanden, die als bruidsschat door haar vader werd gegeven aan Isabella en haar echtgenoot. Filips beloofde hierbij dat hij zijn dochter zou uithuwelijken aan Albrecht (De Akte van Afstand was overigens geen afstand van soevereiniteit; de Spaanse koning bleef bevoegd opvolgers te benoemen.) Isabella en Albrecht namen, samen met het nog bestaande adellijke geslacht Arrazola de Oñate, hun intrek in Brussel. Bij haar huwelijk, dat pas op 18 april 1599 officieel werd voltrokken in Valencia, werd ze automatisch ook aartshertogin van Oostenrijk. Zij en Albrecht kregen drie kinderen, die echter allen jong stierven. In de Nederlanden woedde al sinds 1568 een oorlog die begonnen was met de Nederlandse Opstand tegen de in Brussel residerende landvoogd en daarmee tegen het Spaanse oppergezag. Aanvankelijk deden ook de overwegend katholieke gewesten in het zuiden mee, maar alleen de overwegend protestantse Noordelijke Nederlanden bleken voldoende hardnekkig en erkenden de landvoogd in Brussel al niet meer sinds 1581, toen Filips II als soeverein werd afgezworen. Vanaf het begin van de jaren negentig had Spanje ten noorden van de grote rivieren Schelde, Maas en Rijn vrijwel alle macht verloren.

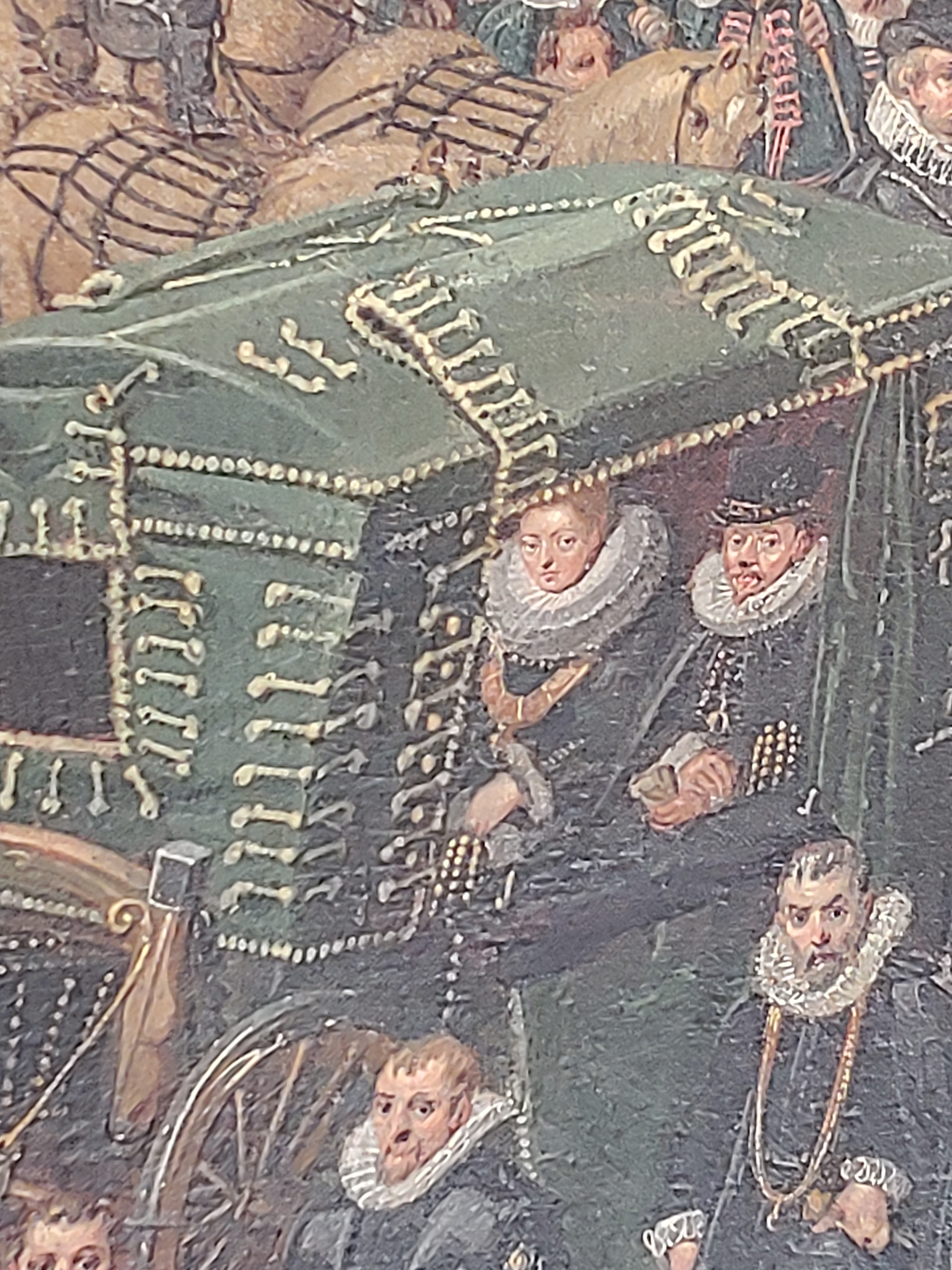
Aartshertogin Isabella op het schuttersfeest bij de zavelkerk te Brussel.

In de Zuidelijke Nederlanden werden Albrecht van Oostenrijk en Isabella geliefd bij de bevolking, hoewel zij geen godsdienstvrijheid toestonden en vrijhandel afschaften. In 1611 voerden zij een Eeuwig Edict in: Hierin werden de familienamen vastgelegd en werden kerken verplicht doop-, huwelijks- en overlijdensregisters aan te leggen. Hier maken eeuwen later genealogen dankbaar gebruik van.
Albrecht en Isabella slaagden erin met de Noordelijke opstandelingen een verdrag te sluiten, waardoor in 1609 het Twaalfjarig Bestand kon ingaan, met een optie op definitieve vrede. Onder hun beleid recupereerden de Zuidelijke Nederlanden zeer snel van de oorlog en brak een periode aan van diplomatieke, artistieke en economische bloei. Samen met Albrecht spande ze zich ook in voor het welslagen van de Katholieke Reformatie.

## Na het overlijden van Albrecht

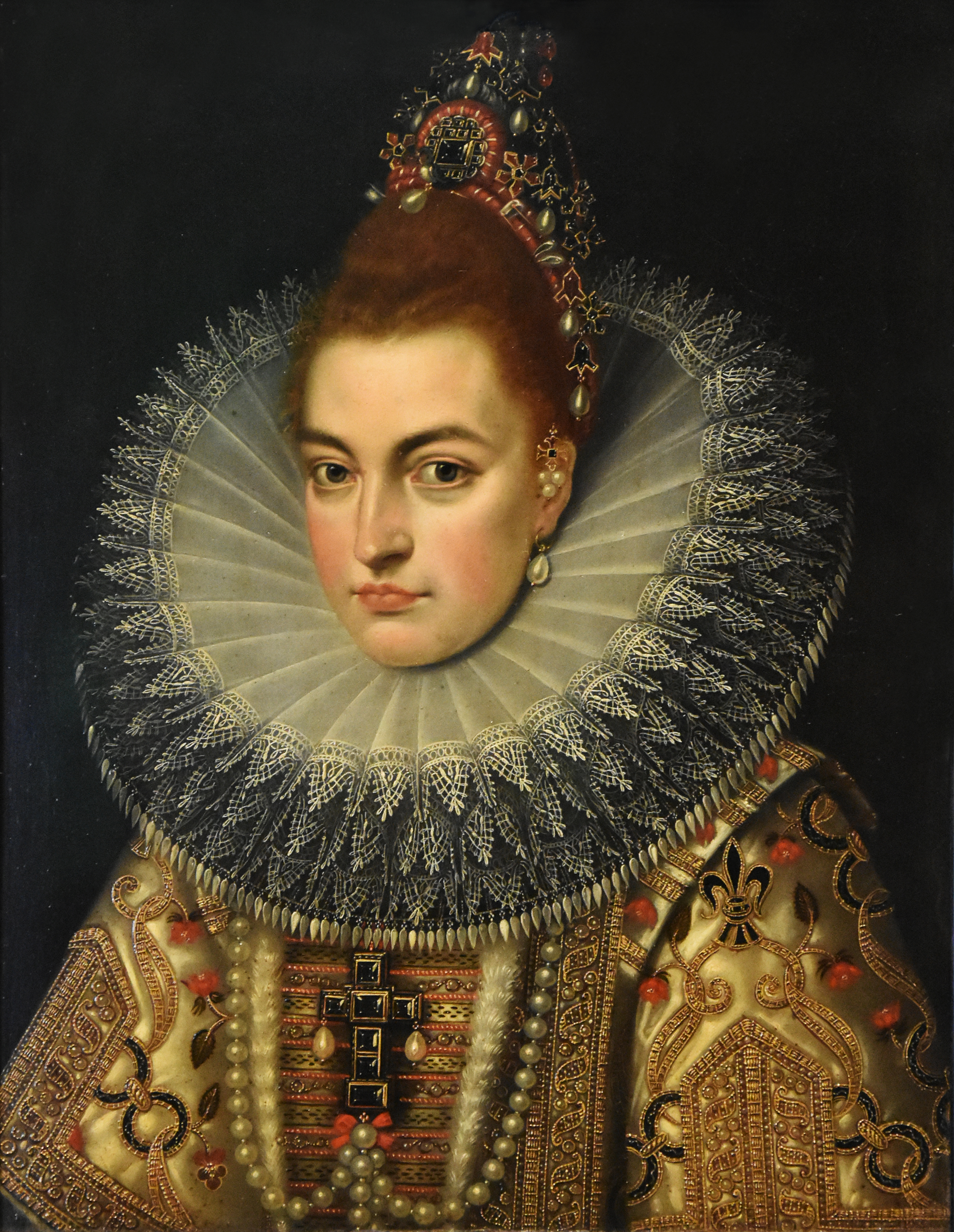
Portret van aartshertogin Isabella
(16e/17e eeuw), atelier van Frans Pourbus de Jongere, Het Noordbrabants Museum

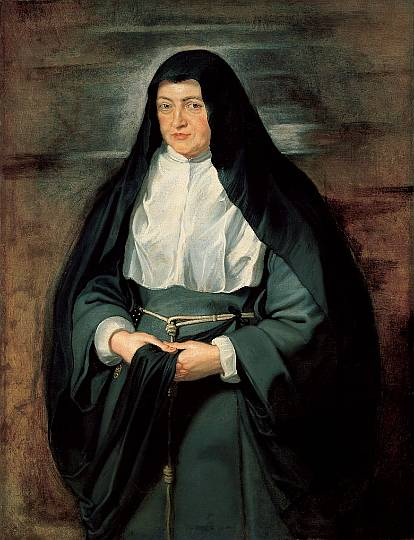
Isabella Clara Eugenia als clarisse
(1625), door Peter Paul Rubens, Norton Simon Museum

Albrecht overleed in 1621 en in datzelfde jaar liep ook het bestand af; onderhandelingen om het bestand om te zetten in een definitieve vrede waren mislukt. Krachtens de Akte van Afstand was de kinderloze Isabella niet soeverein meer en kwamen de Zuidelijke Nederlanden weer onder de Spaanse Kroon. De pas aangetreden koning Filips IV van Spanje liet haar in Brussel als landvoogdes. Haar wens om terug te keren naar Spanje en er een kloosterleven op te nemen in het Monasterio de las Descalzas Reales, werd haar niet toegestaan.
Op de naamdag van Sint-Franciscus trad Isabella in 1621 toe tot de franciscaanse lekenorde der clarissen en het volgende jaar legde ze de definitieve (eenvoudige) geloften af. Hoewel dit geen clausuur inhield, trok ze zich terug uit het publieke leven. Ze droeg het habijt en stond geen mannen meer toe in haar private appartementen, waardoor belangrijke functies toevielen aan vrouwen. Ze leidde een intens religieus leven en begunstigde de inplanting van strenge orden in de Nederlanden, zoals de kapucijnen en de ongeschoeide karmelieten. Jaarlijks bracht ze enkele dagen door in het door haar gestichte kapucijnenklooster van Tervuren.
Op economisch vlak spande Isabella zich in voor een rechtstreekse verbinding tussen Antwerpen en de Rijn door het laten graven van de ‘Fossa Eugeniana’.
Als landvoogdes probeerde ze in 1633, dus vlak na Frederik Hendriks succesvolle veldtocht langs de Maas, buiten de vorst om vredesbesprekingen met de Noordelijke Nederlanden in gang te zetten. Dit mislukte en Isabella overleed kort erna. Haar habijt is bewaard gebleven, evenals documenten en haar door Rubens geschilderde portret. Filips IV benoemde Ferdinand van Oostenrijk in 1634 als haar opvolger.

## Wetenswaardigheden
Isabella en Albrecht komen voor in het Suske en Wiske-album De raap van Rubens, waarin ze de schilder Peter Paul Rubens de opdracht geven hun portretten te schilderen. Ook de schilders Antoon van Dyck, Jacob Jordaens en David Teniers de Oude spelen een rol in het verhaal.
Het is historisch bewezen dat de kleur isabel zijn oorsprong niet vindt in het hemd dat Isabella, volgens de legende, zwoer aan te houden tijdens het drie jaar durende beleg van Oostende.
De Fossa Eugeniana werd naar haar vernoemd.

## Voorouders
| Overgrootouders                 | Filips I van Castilië (1478-1506) ∞ 1496 Johanna van Castilië (1479-1555) | Filips I van Castilië (1478-1506) ∞ 1496 Johanna van Castilië (1479-1555) | Emanuel I van Portugal (1469-1521) ∞ Maria van Aragón (1482-1517)        | Emanuel I van Portugal (1469-1521) ∞ Maria van Aragón (1482-1517)        | Frans I van Frankrijk (1494-1547) ∞ 1514 Claude van Frankrijk (1499-1524)    | Frans I van Frankrijk (1494-1547) ∞ 1514 Claude van Frankrijk (1499-1524)    | Lorenzo II de' Medici (1492-1519) ∞ 1518 Madeleine de La Tour d'Auvergne (1498-1519) | Lorenzo II de' Medici (1492-1519) ∞ 1518 Madeleine de La Tour d'Auvergne (1498-1519) | Lorenzo II de' Medici (1492-1519) ∞ 1518 Madeleine de La Tour d'Auvergne (1498-1519) | Lorenzo II de' Medici (1492-1519) ∞ 1518 Madeleine de La Tour d'Auvergne (1498-1519) |
| Grootouders                     | Keizer Karel V (1500-1558) ∞ 1526 Isabella van Portugal (1503-1539)       | Keizer Karel V (1500-1558) ∞ 1526 Isabella van Portugal (1503-1539)       | Keizer Karel V (1500-1558) ∞ 1526 Isabella van Portugal (1503-1539)      | Keizer Karel V (1500-1558) ∞ 1526 Isabella van Portugal (1503-1539)      | Hendrik II van Frankrijk (1519-1559) ∞ 1533 Catharina de' Medici (1519-1589) | Hendrik II van Frankrijk (1519-1559) ∞ 1533 Catharina de' Medici (1519-1589) | Hendrik II van Frankrijk (1519-1559) ∞ 1533 Catharina de' Medici (1519-1589)         | Hendrik II van Frankrijk (1519-1559) ∞ 1533 Catharina de' Medici (1519-1589)         |                                                                                      |                                                                                      |
| Ouders                          | Filips II van Spanje (1527-1598) ∞ 1559 Elisabeth van Valois (1545-1568)  | Filips II van Spanje (1527-1598) ∞ 1559 Elisabeth van Valois (1545-1568)  | Filips II van Spanje (1527-1598) ∞ 1559 Elisabeth van Valois (1545-1568) | Filips II van Spanje (1527-1598) ∞ 1559 Elisabeth van Valois (1545-1568) | Filips II van Spanje (1527-1598) ∞ 1559 Elisabeth van Valois (1545-1568)     | Filips II van Spanje (1527-1598) ∞ 1559 Elisabeth van Valois (1545-1568)     | Filips II van Spanje (1527-1598) ∞ 1559 Elisabeth van Valois (1545-1568)             | Filips II van Spanje (1527-1598) ∞ 1559 Elisabeth van Valois (1545-1568)             |                                                                                      |                                                                                      |
| Isabella van Spanje (1566-1633) |                                                                           |                                                                           |                                                                          |                                                                          |                                                                              |                                                                              |                                                                                      |                                                                                      |                                                                                      |                                                                                      |